# Агилульф
Агилу́льф (лат. Agilulf) (умер в ноябре 615 или мае 616) — герцог Турина и король лангобардов (590—615/616), двоюродный брат своего предшественника Аутари. Сын герцога Турина Ансвальда. Первый из королей лангобардов, отказавшийся от арианства в пользу ортодоксального христианства, основанного на Никейском Символе веры. Королём лангобардов стал в результате брака с Теоделиндой.

## Биография

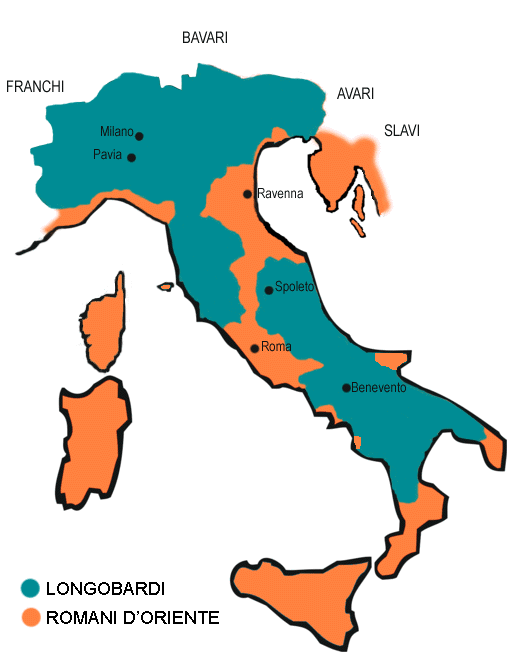
Италия в годы правления Агилульфа

Агилульф стал королём лангобардов в ноябре 590 года в результате брака с Теоделиндой, под влиянием которой в 603 году отказался от арианства. В мае 591 года на собрании лангобардской знати около Милана состоялась коронация Агилульфа. Специально для этой церемонии по приказу Теоделинды была изготовлена «Железная корона лангобардов», которую впоследствии Агилульф и Теоделинда передали на хранение в построенный ими собор Святого Иоанна в Монце. На короне содержится надпись «Король всей Италии», которую историки считают титулом, принятым королём Агилульфом.
Долгое правление Агилульфа было отмечено прекращением войны с Франкским государством. Король Бургундии Гунтрамн, ставший главным инициатором мирного договора, умер в 592 году. После его смерти у франков началась междоусобица, которая предотвратила очередное нападение на Королевство лангобардов со стороны Меровингов. В 598 году было заключено перемирие на тридцать лет с папой римским, что позволило бросить лангобардам основные силы на борьбу с Византией. Также Агилульф расширил свои владения, присоединив Сутри и Перуджу, взял Равенну, сохраняя хорошие отношения с герцогством Бавария. Он боролся с аварами и славянами, заключил мир с византийским императором Маврикием в 598 году, заручившись поддержкой папы римского Григория Великого.
В 601 году экзарх Равенны Каллиник нарушил перемирие похищением дочери короля лангобардов и её мужа герцога Пармы Гудескалька. Разразилась война и в 602 году византийский император Фока потерял Падую и Мантую. В 607 году король вестготов Виттерих четыре раза предлагал Агилульфу заключить союз с королём Австразии Теодебертом II и королём Нейстрии Хлотарем II, направленный против короля Бургундии Теодориха II, бабушка которого, Брунгильда, и его сестра воспрепятствовали браку Теодориха с дочерью короля Виттериха. Однако этот альянс не имел особого успеха: военные действия практически не велись, но известно, что происходили столкновения вблизи Нарбонны.
В 605 году Агилульф потребовал от Византии дань и Орвието. Византия, которая в это время переживала вторжение славян и вела войну с государством Сасанидов, согласилась на данные условия. В 610 году авары убили герцога Фриуля Гизульфа II и вторглись в Италию. Их нападение было отражено с большим трудом.
Агилульф умер в ноябре 615 или в мае 616 года. После его смерти королём лангобардов стал его сын от Теоделинды Аделоальд, который был ещё ребёнком. Кроме сына, у Агилульфа от Теоделинды была дочь Гундеберга, вышедшая замуж за будущего короля Ариоальда.